# Tuchola
Tuchola là một thị trấn thuộc huyện Tucholski, tỉnh Kujawsko-Pomorskie ở trung-bắc Ba Lan. Thị trấn có diện tích 18 km². Đến ngày 1 tháng 1 năm 2011, dân số của thị trấn là 13886 người và mật độ 785 người/km².